# Butzel Long
Butzel Long, fondé en 1854 est l'un des plus anciens cabinets d'avocats du Michigan. Basé à Detroit,  dans le Michigan, le cabinet compte 155 avocats dans tout l'État, à New York et à Washington, DC. Il possède des bureaux au Mexique et en Chine. Butzel Long figure au numéro 284 du classement 2012 des plus grands cabinets d'avocats américains par The National Law Journal.
Le cabinet est un membre fondateur de Lex Mundi, un des premiers et des plus grands réseaux de cabinets d'avocats indépendants de premier plan situés dans 160 juridictions distinctes à travers le monde.

## Avocats et anciens élèves de renom
- William L. Carpenter, juge à la Cour suprême du Michigan
- Donald M. Dickinson, 34e ministre des Postes des États-Unis
- Roger Gregory, juge en chef de la Cour d'appel des États-Unis pour le quatrième circuit
- Rich Strenger, ancien plaqueur offensif de la Ligue nationale de football
- Barbara L. McQuade, procureure des États-Unis pour le district oriental du Michigan
- Laurie J. Michelson, juge de district des États-Unis à la Cour de district des États-Unis pour le district oriental du Michigan
- Christopher Taylor, maire d'Ann Arbor
- Charles B. Warren, ancien ambassadeur des États-Unis au Japon et ambassadeur des États-Unis au Mexique.

## Emplacement des bureaux
- Détroit, Michigan
- Bloomfield Hills, Michigan
- Ann Arbor, Michigan
- Lansing, Michigan
- New York, New York
- Washington DC